# Paul Belmondo (scultore)

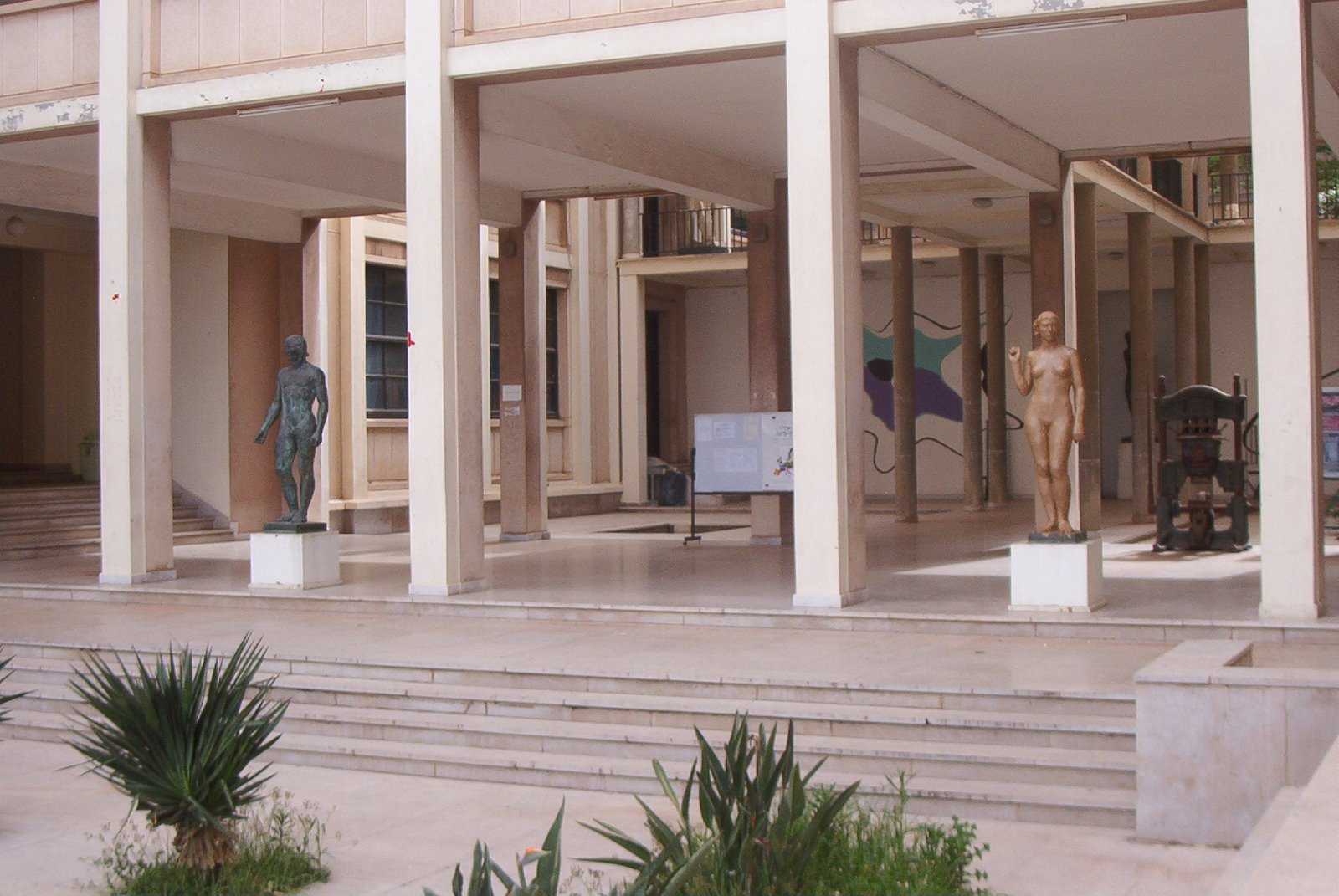
Statue di Paul Belmondo alla Scuola di Belle Arti di Algeri

Paul Belmondo (Algeri, 8 agosto 1898 – Parigi, 1º gennaio 1982) è stato uno scultore francese, d'origini italiane.

## Biografia
Nato ad Algeri, nell'allora Algeria francese, da genitori italiani, figlio di Paolo Belmondo, originario di Borgo San Dalmazzo (in provincia di Cuneo), e di Rosa Cerrito, originaria di Cefalù (in provincia di Palermo), dopo gli studi primari in Algeria si trasferì a Parigi. Ottenne molti successi in Francia, specialmente negli anni cinquanta e sessanta.
Sepolto nel cimitero di Montparnasse, Paul Belmondo era il padre dell'attore Jean-Paul Belmondo e nonno del pilota di Formula 1 Paul Belmondo.

## Opere
L'italo-algerino Paul Belmondo ottenne inizialmente numerosi successi in Francia negli anni trenta. Infatti fu incaricato dal governo francese di lavorare nel "Palazzo Chaillot" con Leo-Ernest Drivier e Marcel Gimond.
Durante la seconda guerra mondiale fu un membro del Groupe Collaboration, un gruppo di artisti francesi che promuoveva il collaborazionismo della Francia di Vichy con le autorità tedesche d'occupazione. Fu vicepresidente della sezione artistica di detta organizzazione tra il 1941 ed il 1944 (e viaggiò anche in Germania nel 1942 in un tour di artisti francesi organizzato da Goebbels).
Dopo la guerra non fu accusato di collaborazionismo e tradimento dalle autorità francesi di De Gaulle, forse per le sue origini italiane, divenendo professore all'Accademia delle Belle Arti di Parigi nel 1956 e membro direttivo dell'istituzione nel 1960.
Tra i suoi maggiori successi spicca il Prix de Rome, ottenuto nel 1956.
La famiglia ha donato 259 sculture e 900 dipinti e disegni di Paul Belmondo, opere esposte dal 2010 al Museo Paul Belmondo nel Chateau Buchillot a Boulogne-Billancourt.